# Amphiura dikellacantha
Amphiura dikellacantha är en ormstjärneart som beskrevs av Baker 1974. Amphiura dikellacantha ingår i släktet Amphiura och familjen trådormstjärnor. Inga underarter finns listade i Catalogue of Life.